# U-FLY Alliance
U-FLY Alliance (chinês simplificado: 优 行 联盟; chinês tradicional: 優 行 聯盟) é uma aliança regional de companhias aéreas com sede em Hong Kong na China. Foi estabelecida em 18 de janeiro de 2016 pela HK Express, Lucky Air, Urumqi Air e West Air.
Todas as quatro companhias aéreas fundadoras, exceto a HK Express, são afiliadas ao HNA Group, com foco em Hong Kong, China Continental e o Sudeste da Ásia, mas estão atualmente procurando novos membros que não sejam afiliados ao HNA Group.

## História
A aliança foi formada por vários motivos. Como as províncias da China variam quanto ao que permitem ou não às companhias aéreas, é difícil para duas ou mais companhias aéreas de diferentes regiões se fundirem. A aliança foi formada para ajudar as companhias aéreas menores a crescerem sem se tornar uma empresa em várias províncias diferentes. Outro motivador para a criação de uma aliança em vez de fusão é que as regiões preferiram ter uma companhia aérea local com uma identidade local que pudesse defender a área em que se encontra. A U-FLY Alliance foi anunciada em 18 de janeiro de 2016 em uma conferência de imprensa em Hong Kong. Os membros fundadores eram todos parte do HNA Group, um conglomerado chinês, até que a HK Express foi adquirida pela Cathay Pacific em 2019. No entanto, a aliança não tem nenhuma afiliação externa com o grupo e está aberta a companhias aéreas de fora dele.
Em 2017, a capacidade do parceiro U-Fly Alliance incluía mais de 44 milhões de assentos, entre 18 países, 149 aeroportos e 339 pares de cidades. Com mais de 129 aeronaves atualmente em operação. Em 2020, os membros da aliança esperam ter uma frota de mais de 218 aeronaves.

## Membros

### Membros atuais

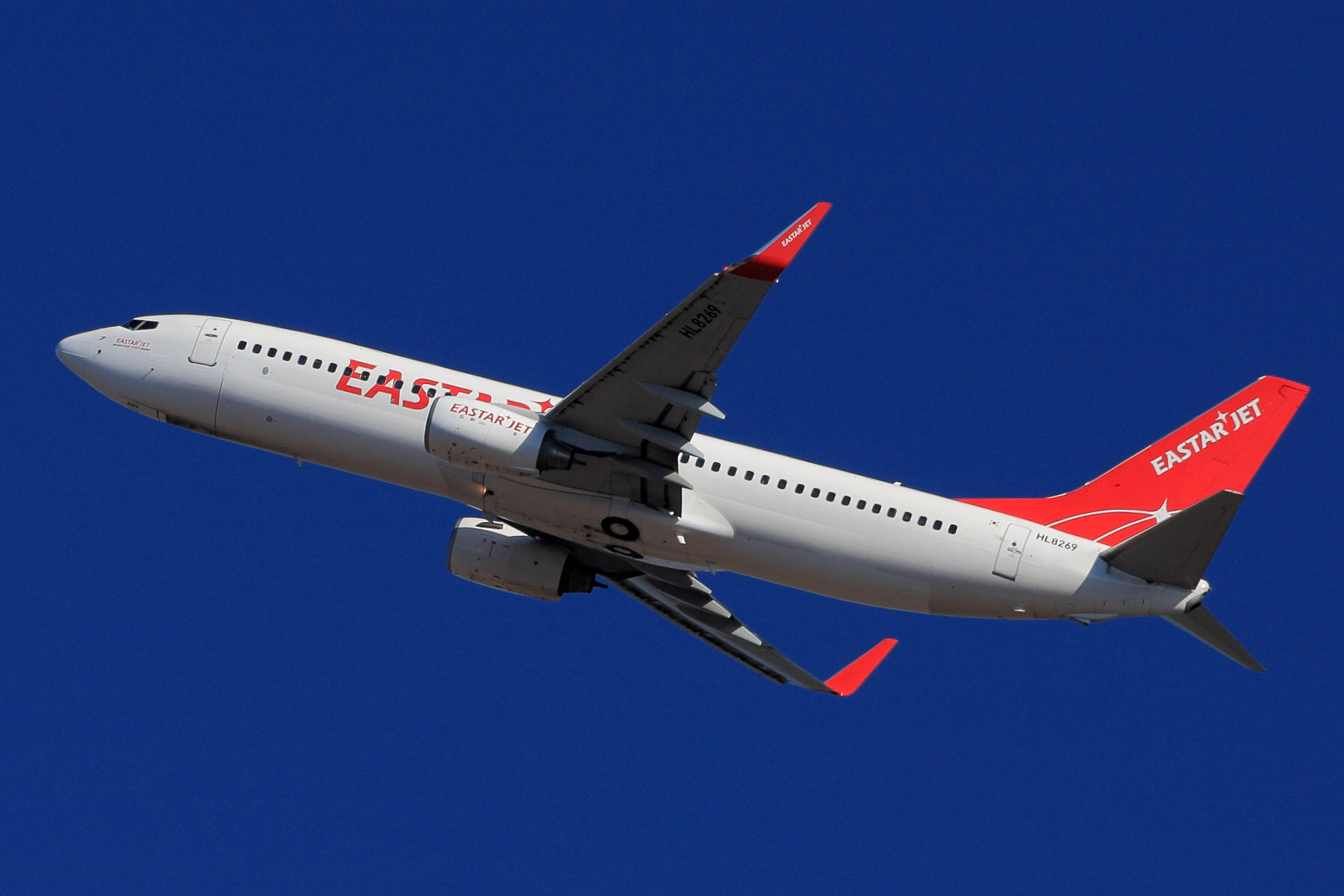
Boeing 737-800 da Eastar Jet

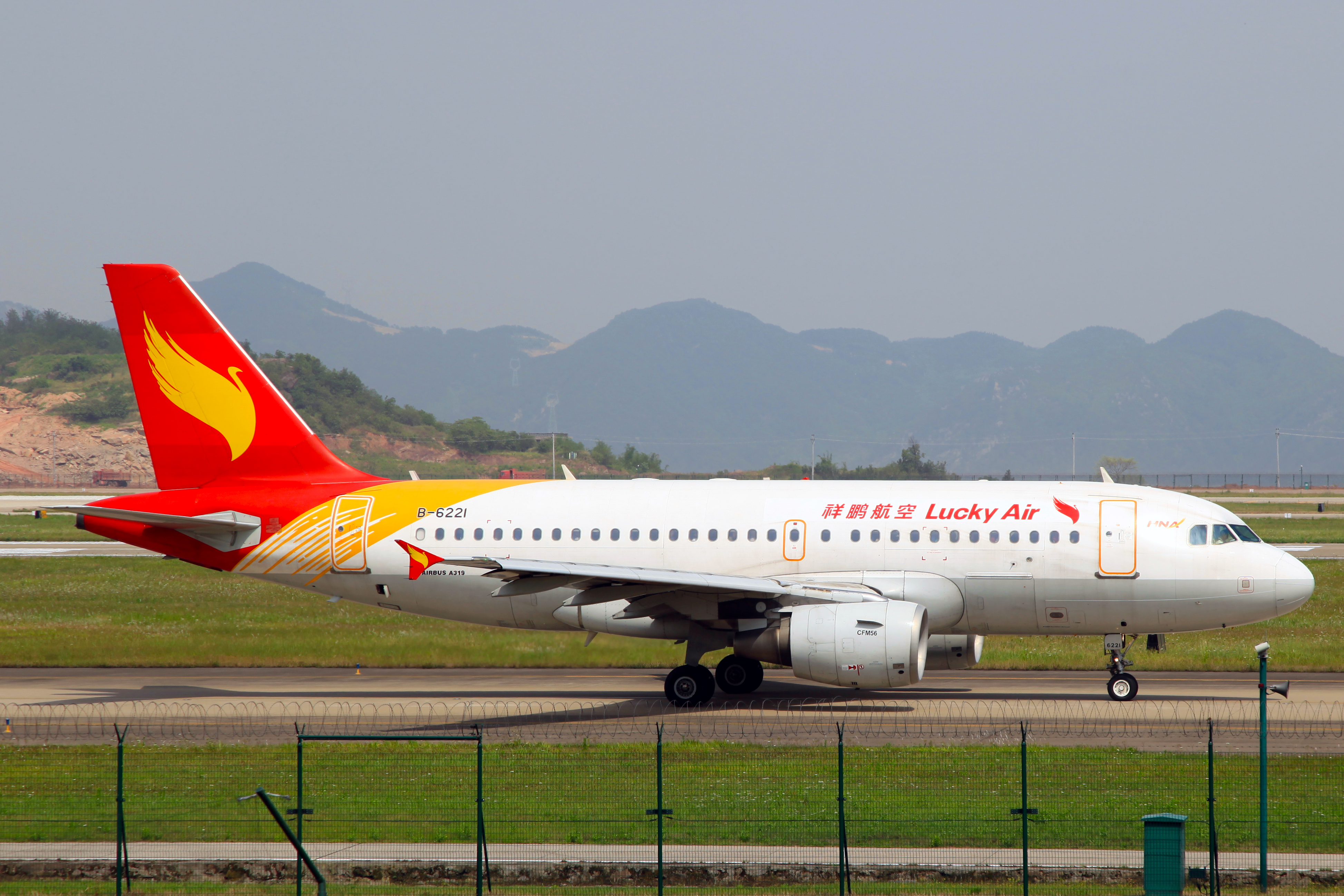
Airbus A319-100 da Lucky Air

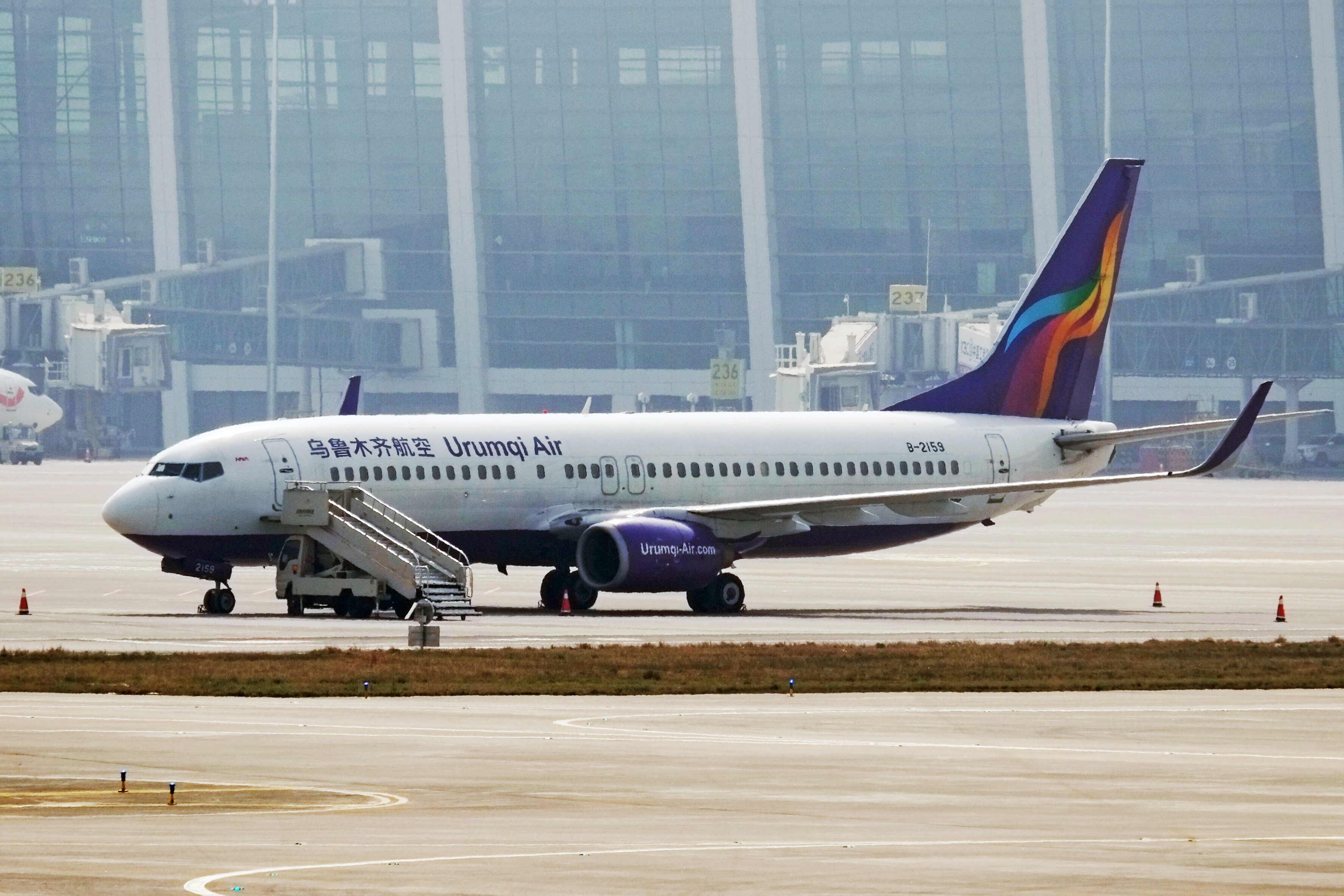
Boeing 737-800 da Urumqi Air

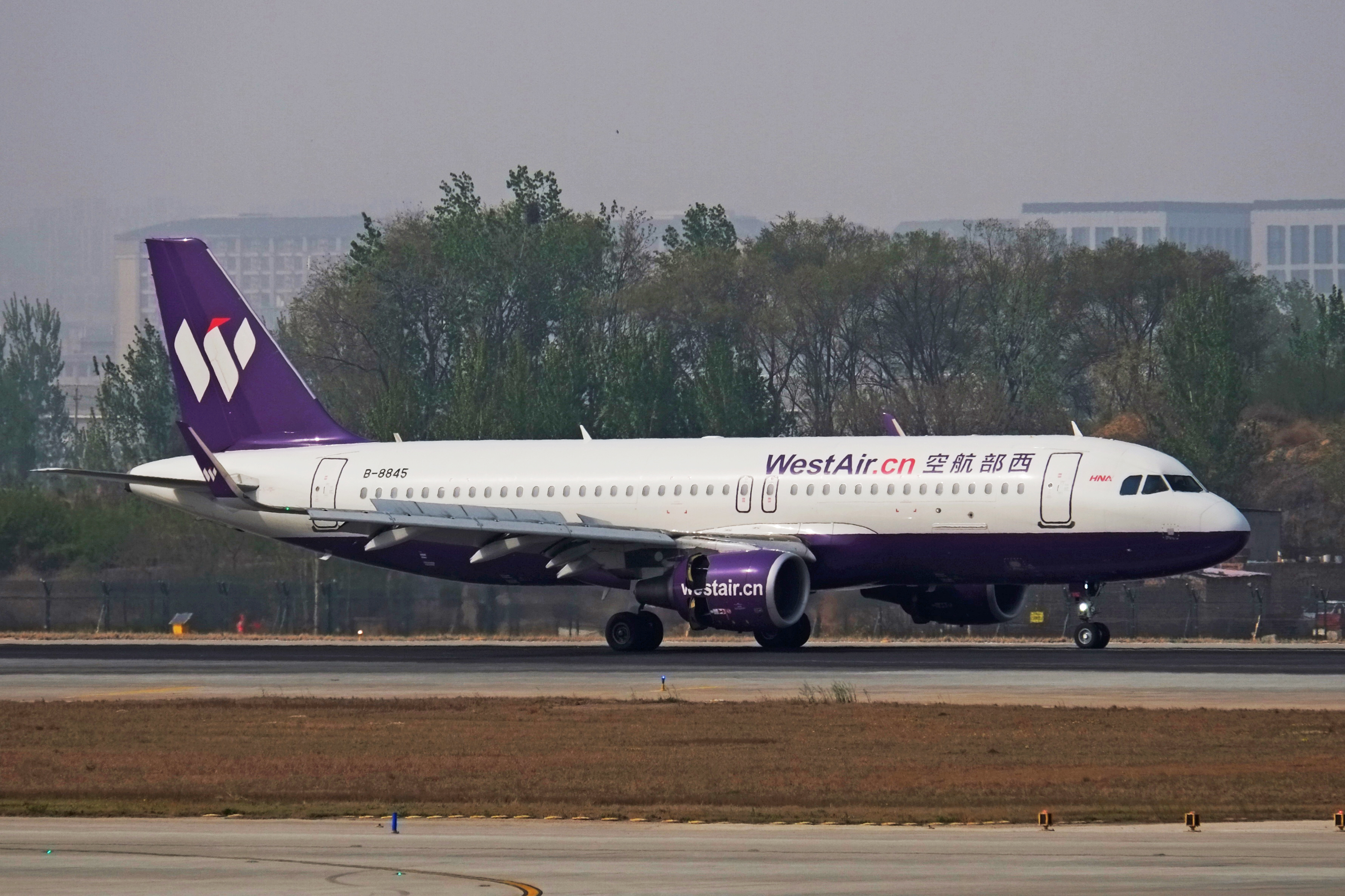
Airbus A320-200 da West Air

| Membro     | Entrada               | Notas |
| ---------- | --------------------- | ----- |
| Eastar Jet | 27 de julho de 2016   |       |
| Lucky Air  | 18 de janeiro de 2016 |       |
| Urumqi Air | 18 de janeiro de 2016 |       |
| West Air   | 18 de janeiro de 2016 |       |

### Membros antigos

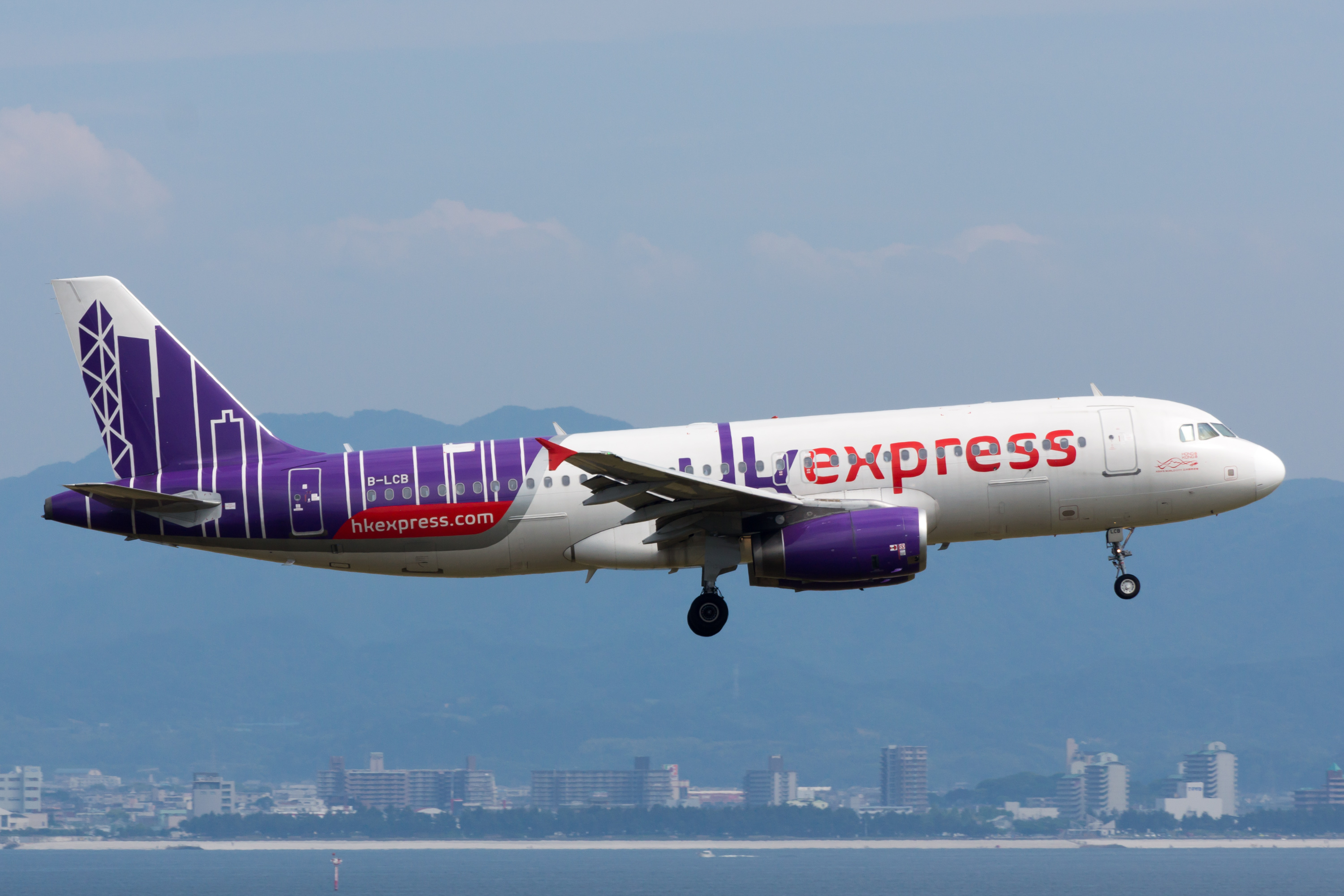
Airbus A320-200 da HK Express

| Membros    | Entrada               | Saída               | Notas |
| ---------- | --------------------- | ------------------- | --- |
| HK Express | 18 de janeiro de 2016 | 19 de julho de 2019 | Deixou a aliança para se tornar uma subsidiária integral de baixo custo da Cathay Pacific, uma subsidiária do Swire Group e membro da Oneworld. |